# Благороден папагал
Благородният папагал или електус (Eclectus roratus) е вид птица от семейство Psittaculidae.

## Разпространение и местообитание
Разпространен е в Австралия, Индонезия, Папуа Нова Гвинея и Соломоновите острови.